# 堀智荣美
堀智荣美（日文：／ Hori Chiemi，1967年2月15日—），是日本80年代知名的偶像女歌手及演员，出身于大阪府堺市东区。
部分中文媒體誤译为堀千惠美。

## 经历

### 偶像歌手出道
1981年，在Horipro星探大会中优胜并进入艺能界。
1982年3月，以《海风的少女》一曲作为偶像歌手出道。同期艺人有小泉今日子、中森明菜、早见优、石川秀美等。
1984年，以《東京Sugar Town》一曲登上NHK红白歌合战，对决歌手为馆广。也是截止至2020年唯一一次登上红白歌合战舞台。

### 大映电视剧女主角
1983年，在TBS播放的电视剧《空中小姐》中扮演女主角，剧中台词成为当年的流行语。除此之外，也主演了《明星诞生》、《谁人身着嫁衣》等电视剧，扮演多个1980年代大映电视剧的代表性角色。
1987年3月，20岁生日过后不久，突然表示自己将退出艺能界。作为偶像歌手的最后一曲是《如今渴望相信爱》（秋元康作词，小室哲哉作曲）。

### 重返艺能界
1989年，转籍到松竹艺能并重新开始活动。与大阪的外科医生结婚后生下3个儿子，但于1999年离婚。
2000年，与在杂志社工作的男性结婚并生下一男一女两个孩子。
2001年，时隔14年发布新曲《任夜风吹乱粉红奥黛之裙裾 -South Wind-》。2005年，在大阪·东京举办演唱会。在TBS举办的企划中，与早见优、松本伊代组成组合Cutie★Mommy。
2007年11月，举办25周年纪念演唱会。2009年夏天，时隔23年再度出演电影。
2010年，再次离婚。2011年12月11日，与圈外男性结婚。由于对方名下有2个孩子，所以共有7名儿女。
2017年3月20日，在品川举办出道35周年纪念演唱会。

### 抗癌历程
2019年2月，在自身博客宣布被诊断为晚期口腔癌（舌癌），并已转移到淋巴结，于同一天住院并宣布暂停活动。
在前一年6月左右，发现舌下的口腔溃疡并进行治疗，但自己判断为2016年开始的风湿治疗的副作用。7月时症状好转但进入10月后又发生了更加严重的口腔溃疡，由于剧痛甚至难以进食或说话，睡眠也出现问题。
2019年2月22日接受了长达11个小时的手术，切除了淋巴结和舌头的六成部分，并使用大腿的组织进行舌部再造。在同一天播出，录制于住院前的《中居大师说》中以嘉宾身份登场，谈及了自己的病症。同月25日，从重症监护室移至普通病房，26日，术后首次更新了个人博客。3月16日，获得许可，暂时回到家中，3月26日出院。
4月15日，在检查中发现初期食道癌，次日接受切除手术，并于同月24日出院。
10月21日，发布以抗争病魔为主题的新书，并参加了出版社举办的发布仪式，是术后第一次公开露面。当天的活动中，是让人代读事先写好的文章。
2020年1月3日，报告重新开始活动，并出席同月7日播出的《彻子的房间》。

## 轶事
- 家中三姐妹的本名都带有“美”字。
- 出道契机是崇拜石野真子，希望自己出道后能与她见面。虽然出道时石野真子已经暂停活动，但在出道2年后两人的对谈还是实现了[31]。
- 2010年5月，使用味之素生产的调料“Hondashi（日语：ほんだし）”制作了5555个饭团，并用这些饭团制成巨大艺术品，得到了吉尼斯世界纪录认证[32]。
- 由于手术切除舌部而无法正常发音，但因为十分希望能举办出道40周年纪念演唱会，正在接受发音训练。
- 因为《空中小姐》，在术后收到了来自日本航空的礼物。